# آب‌انبار نظرعلی بیگ
آب‌انبار نظر علی بیگ مربوط به سده‌های متاخر دوران‌های تاریخی پس از اسلام است و در شهرستان لارستان، بخش مرکزی، شهر لار، ابتدای منطقه بائن، سمت چپ جاده، روبروی امامزاده شیخ حسن واقع شده و این اثر در تاریخ ۱۸ شهریور ۱۳۸۷ با شمارهٔ ثبت ۲۳۲۱۱ به‌عنوان یکی از آثار ملی ایران به ثبت رسیده است.